# Luis Angulo
Luis Angulo, né le 23 mars 2004 à Magüi Payán en Colombie, est un footballeur colombien qui évolue au poste d'ailier droit au CA Talleres.

## Biographie

### En club
Né à Magüi Payán en Colombie, Luis Angulo rejoint la ville de Cali à l'âge de dix ans et est formé par le K10, puis le Distrito FC avant de rejoindre l'Alianza Petrolera où il est très vite considéré comme l'un des grans espoirs du club. Il fait ses débuts en professionnel avec l'Alianza Petrolera le 17 avril 2021, lors d'un match de championnat de Colombie face à l'Envigado FC. Il est titularisé et les deux équipes se neutralisent (1-1 score final).
Le 31 août 2021, Angulo inscrit son premier but en professionnel à l'occasion d'une rencontre de championnat face à l'Atlético Bucaramanga. Il se distingue en inscrivant le but vainqueur de son équipe juste après son entrée en jeu (1-2 score final).

### En sélection
Luis Angulo représente l'équipe de Colombie des moins de 20 ans. Avec cette sélection il est retenu pour participer à la coupe du monde des moins de 20 ans en 2023 mais ne figure finalement pas dans la liste finale d'Héctor Cárdenas (en).